# Blühendes Armenien
Die Partei Blühendes Armenien (armenisch Բարգավաճ Հայաստան Կուսակցություն Bargawatsch Hajastan Kusakzutjun), abgekürzt als BHK (ԲՀԿ), ist eine gesellschaftskonservative und wirtschaftsliberale Partei in Armenien. Sie gilt als europaskeptisch und offen russlandfreundlich.

## Geschichte

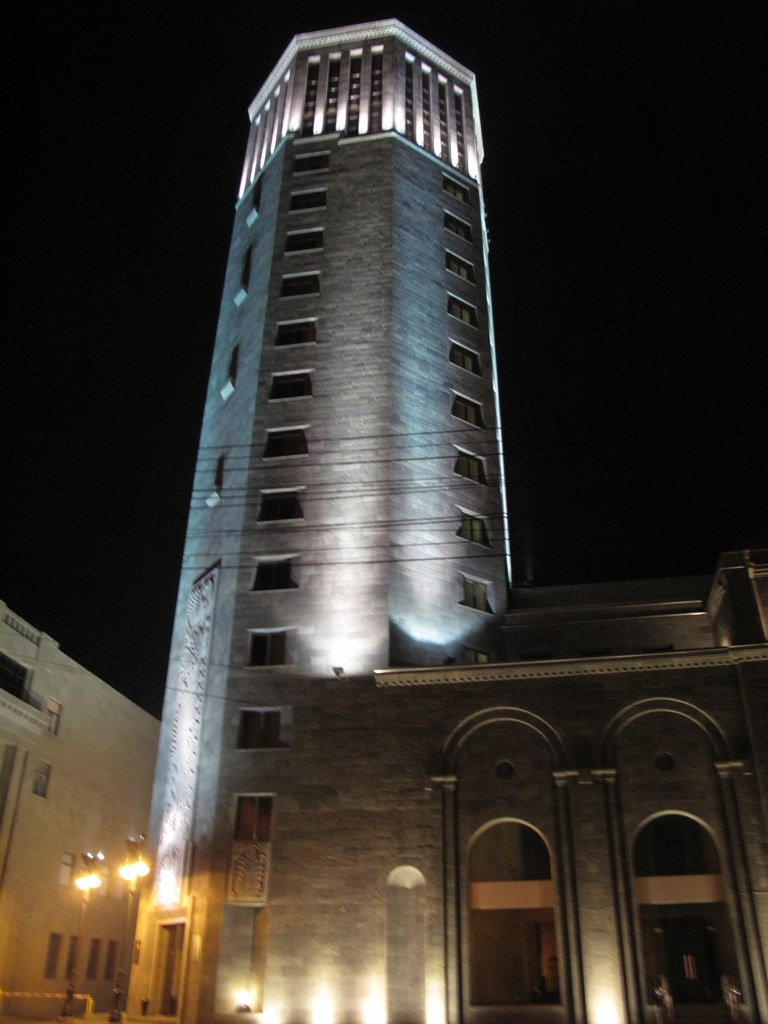
Parteizentrale in Jerewan

Am 30. April 2004 wurde die Partei durch Gagik Zarukjan, einem wohlhabenden Geschäftsmann, gegründet. Ein Hauptinitiator bei der Gründung der Partei war Robert Kotscharjan, ehemaliger Präsident Armeniens zur Zeit des ersten Bergkarabachkrieges. Am 5. März 2015 wurde Naira Sohrabjan zur Parteivorsitzenden gewählt.
Während des Bergkarabachkrieges 2020 gehörte Blühendes Armenien als einzige im Parlament vertretene Partei zu den 17 Parteien, die eine gemeinsame Erklärung unterzeichneten, welche die politische Führung in Frage stellten. In der Erklärung wurde die sofortige Absetzung Nikol Paschinjans als Premierminister und seiner Regierung gefordert, denen „offensichtliche Unfähigkeit“ und Entfremdung Armeniens von „Verbündeten“, „v.a. von der Russischen Föderation“, vorgeworfen wurde. Demnach solle ein „neues Exekutivorgan“ einen „Durchbruch erzielen“ und „die militärisch-politischen Probleme“ lösen. Während Zarukjans Blühendes Armenien als größte parlamentarische Oppositionspartei der wichtigste Unterzeichner war, waren auch die außerparlamentarischen ehemaligen Regierungsparteien der Republikanischen Partei Armeniens und der Armenischen Revolutionären Föderation Unterzeichner der Erklärung. Die restlichen 14 Unterzeichner waren Klein- und Kleinstparteien ohne größere Bedeutung.

## Wahlergebnisse

### Parlamentswahlen

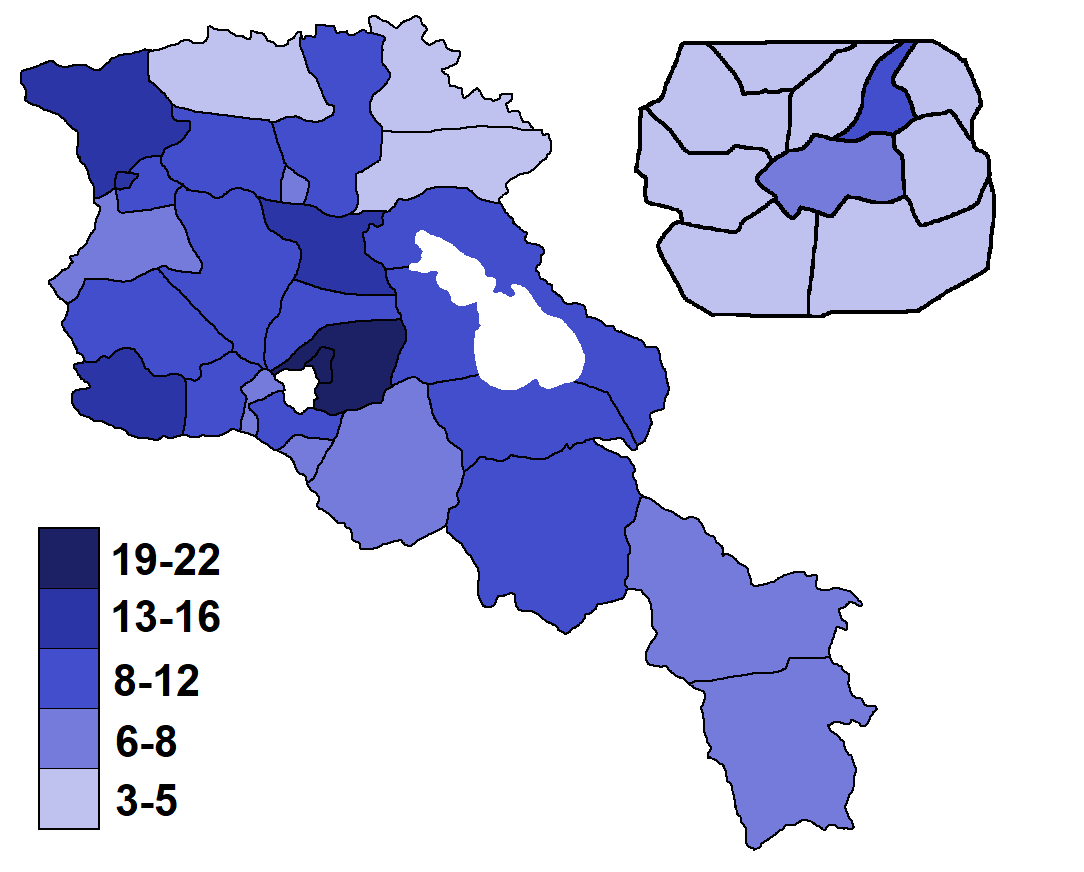
Stimmen für die BHK nach Wahlbezirken in Prozent bei der Parlamentswahl 2018

Blühendes Armenien nahm zum ersten Mal an den armenischen Parlamentswahlen von 2007 teil und erhielt dabei 18 Sitze mit 15,29 % der Wählerstimmen, wodurch sie zur zweitgrößten politischen Fraktion im armenischen Parlament wurde. Sie war daraufhin Teil der Regierungskoalition.
Die Partei verteidigte ihre Position als zweitstärkste politische Kraft bei der Parlamentswahl 2012 und 2017. Anders als nach 2007 war sie seitdem jedoch nicht mehr an einer Regierung beteiligt. Für 2017 formte die Partei das Wahlbündnis der Zarukjan-Allianz mit der Partei Allianz und der Partei Mission.
Bei der Parlamentswahl 2018 bekam die Partei 8,26 % der Stimmen und erhielt damit 26 Sitze im 132 Abgeordnete zählenden Parlament. Hinter dem erst im gleichen Jahr gegründeten politischen Bündnis der Mein-Schritt-Allianz stellte Blühendes Armenien damit weiterhin die zweitgrößte Fraktion noch vor der dritten im Parlament vertretenen Fraktion von Leuchtendes Armenien.
In Folge der vorgezogenen Parlamentswahl 2021 verpasste die Partei den Einzug in die Nationalversammlung, indem sie nur noch 3,96 % der Stimmen erhielt. Die meisten Stimmen erhielt die Partei in den Regionen Kotajk (8,16 %), Wajoz Dsor (6,47 %), Armawir (5,75 %) und Gegharkunik (5,32 %). Den geringsten Erfolg hatte sie mit nur 2,4 % in der Hauptstadt Jerewan.
| Wahl | Stimmen | %     | Sitze         | Rang | Position nach d. Wahlen                                                                                   | Quelle                                        |
| ---- | ------- | ----- | ------------- | ---- | --- | --------------------------------------------- |
| 2007 | 204.483 | 15,29 | 18/131        | 2.   | Regierungskoalition                                                                                       | electionguide.org                             |
| 2012 | 454.673 | 30,12 | 36/131        | 2.   | Opposition                                                                                                | Zentrale Wahlkommission der Republik Armenien |
| 2017 | 428.965 | 27,35 | 24/105 31/105 | 2.   | Opposition (im Wahlbündnis Zarukjan-Allianz), zw. Mai–Okt. 2018 Koalitionspartner in Minderheitsregierung | Zentrale Wahlkommission der Republik Armenien |
| 2018 | 103.801 | 8,26  | 26/132        | 2.   | Opposition                                                                                                | Zentrale Wahlkommission der Republik Armenien |
| 2021 | 50.419  | 3,96  | 0/107         | 4.   | außerparlamentarische Opposition                                                                          | Zentrale Wahlkommission der Republik Armenien |

### Kommunalwahlen
| Wahl | Bürgermeisterkandidatin | Stimmen | %    | Sitze im Stadtrat | Quelle                                        |
| ---- | ----------------------- | ------- | ---- | ----------------- | --------------------------------------------- |
| 2018 | Naira Sohrabjan         | 25.218  | 6,95 | 5/65              | Zentrale Wahlkommission der Republik Armenien |

## Parlamentarische Repräsentation

### Abgeordnete in der Nationalversammlung
Hinweis: Parteilose und anderweitig parteigebundene Fraktionsmitglieder sind nicht mit aufgeführt.
| - Arman Abowjan (2018–2021) - Aragaz Achojan (2007–2012) - Arajik Aghababjan (2012–2021) - Ara Aramjan (2012–2017) - Nora Arustamjan (2017–2021) - Wanik Asatrjan (2017–2018) - Napoleon Asisjan (2017–2018) - Arsen Awagjan (2007–2012) - Armen Awetisjan (2012–2017) - Eduard Babajan (2018–2021) - Wahan Babajan (2012–2017) - Sergej Bagratjan (2017–2021) - Samwel Balasanjan (2007–2012) - Wardan Bostandschjan (2007–2012) - Hajk Chatschatrjan (2012–2017) - Ljowa Chatschatrjan (2012–2017) - Watschagan Churschudjan (2007–2012) - Artur Dallakjan (2018–2021) - Hrant Dawtjan (2012–2021) - Wahe Enfiadschjan (2007–2021) | - Rustam Gasparjan (2007–2012) - Ruben Geworgjan (2007–2017) - Artur Grigorjan (2018–2021) - Martun Grigorjan (2007–2012) - Wardewan Grigorjan (2017–2021) - Murad Gulojan (2007–2017) - Dschanibek Hajrapetjan (2018–2021) - Wersand Hakobjan (2007–2012) - Mchitar Harutjunjan (2007–2012) - Schake Isajan (2017–2021) - Gohar Jenokjan (2007–2012) - Wahan Karapetjan (2012–2018) - Wahagn Machsudjan (2007–2017) - Hrant Madatjan (2007–2012, 2017–2021) - Abraham Manukjan (2012–2017) - Davit Manukjan (2017–2021) - Melik Manukjan (2007–2018) - Marina Margarjan (2017–2018) - Arschak Mchitarjan (2007–2017) - Mikajel Melkumjan (2012–2021) | - Tatjana Mikaeljan (2017–2018) - Hakob Nasarjan (2017–2018) - Ajzemnik Ohanjan (2017–2018) - Muschegh Petojan (2007–2012) - Geworg Petrosjan (2017–2021) - Karine Poghosjan (2018–2021) - Aram Safarjan (2007–2012) - Robert Sakarjan (2007–2012) - Luisa Sargsjan (2017–2018) - Meruzhan Simonjan (2012–2017) - Soghomon Soghomonjan (2018–2021) - Naira Sohrabjan (2007–2021) - Tigran Stepanjan (2007–2021) - Aschot Tonojan (2007–2012) - Iweta Tonojan (2017–2021) - Robert Towmasjan (2007–2012) - Tigran Urichanjan (2012–2021, ab 2015 für Partei Allianz) - Wardan Wardanjan (2018–2021) - Artjom Zarukjan (2018–2021) - Gagik Zarukjan (2007–2021) |

### Fraktionsvorsitzende
Alle bisherigen Fraktionsvorsitzenden von Blühendes Armenien in der Nationalversammlung:

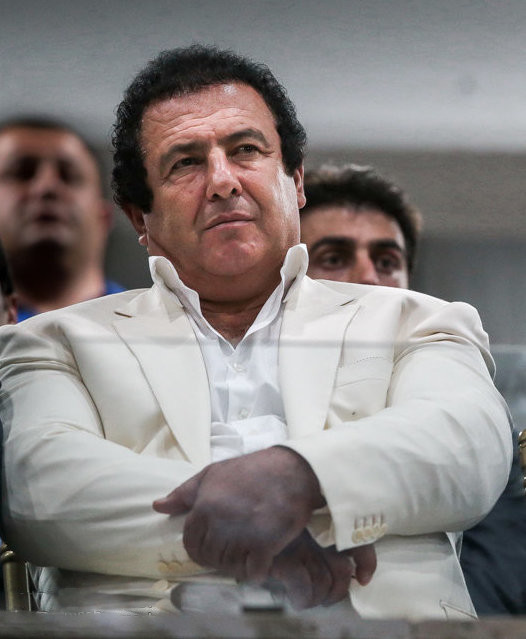
Gagik Zarukjan 7. Juni 2007 bis 19. März 2015
Naira Sohrabjan 19. März 2015 bis 18. Mai 2017
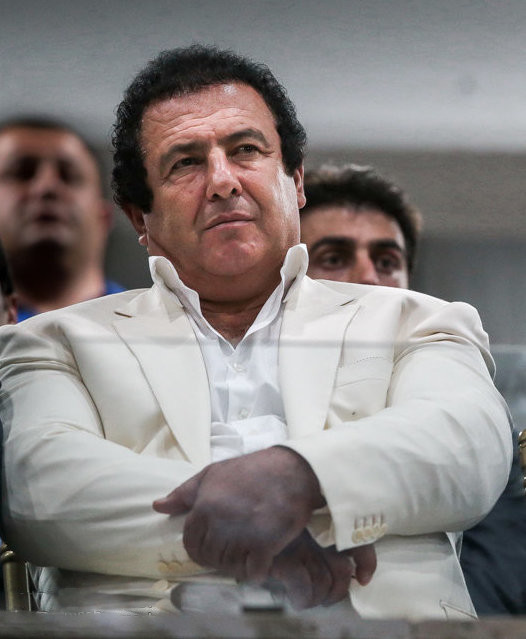
Gagik Zarukjan 18. Mai 2017 bis 2021